# Eldere, Aksu
Eldere là một xã thuộc huyện Aksu, tỉnh Isparta, Thổ Nhĩ Kỳ. Dân số thời điểm năm 2011 là 134 người.